# Parafia Matki Boskiej Szkaplerznej w Okalewie
Parafia pw. Matki Boskiej Szkaplerznej w Okalewie – parafia rzymskokatolicka należąca do dekanatu rypińskiego, diecezji płockiej, metropolii warszawskiej. 

## Proboszczowie
- ks. Paweł Gniadkowski (2023– )[2]